# Tandkött

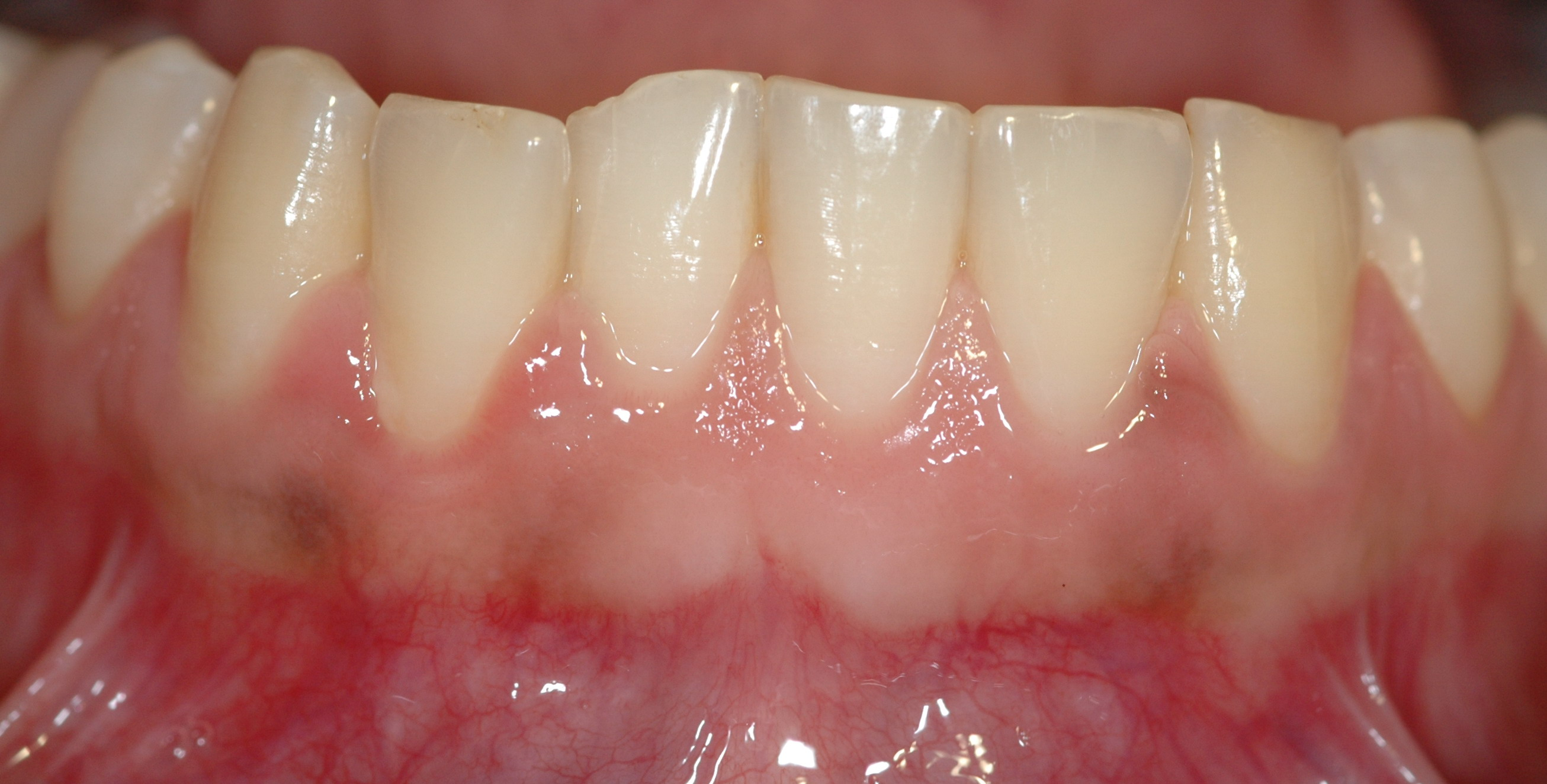
Tänder och tandkött

Tandkött, gingiva, är den omgivande mjukvävnaden runt tänderna. Det yttersta lagret, epitelet, består främst av keratinocyter som nybildas, mognar och faller av under en tvåveckorsperiod. I epitelet finns även andra celler, såsom melanocyter, mastceller, langerhansceller och lymfocyter. Under epitelet ligger bindväv med nerver och blodkärl. 
Gingivaretraktion innebär att tandköttet drar sig tillbaka och därmed blottar tandhalsen. Detta kan vara en följd av felaktig tandborstningsteknik, men även ingrepp med tandställning sägs kunna orsaka retraktion av tandköttet. Normalt finns en liten, någon millimeter stor, tandköttsficka mellan tanden och tandköttet. Sjukdomar kan leda till större ficka, som lätt ansamlar bakterier.